# Guia Prático, Histórico e Sentimental da Cidade do Recife
Guia Prático, Histórico e Sentimental da Cidade do Recife é um livro de Gilberto Freyre publicado em 1934. O autor apresenta a cidade do Recife com uma visão bastante própria, dando à obra um estilo diferente dos guias turísticos normais. Não apenas descreve a cidade objetivamente, mas descreve também sentimentos próprios, dando ao leitor um imaginário urbano lírico do Recife entre os anos de 1920 e 1930. Foi o primeiro guia turístico sobre uma cidade brasileira e sua primeira edição contava com apenas 105 exemplares com gravuras pintadas à mão pelo artista plastico Luis Jardim.